# 日本基督教団函館教会
日本基督教団函館教会（にほんきりすときょうだん はこだてきょうかい）は、北海道函館市にあるメソジスト系の日本基督教団の教会である。

## 歴史
アメリカ・メソジスト教会の宣教師M・C・ハリスが1874年(明治7年)に1月から函館の伝道を始め、北海道初のプロテスタントの信者中里方親、相沢良間が洗礼を受けた。
1876年(明治9年)には北原藤透助、菊池卓平夫妻が洗礼を受けて、教会の基礎が固まる。1877年に菊池が仮牧師に就任し、11月に教会堂が建てられる。ハリスは札幌にも行き、札幌農学校の後に札幌バンドと呼ばれた一期生と二期生に洗礼を授けている。
ハリスの妻の願いで、遺愛学院が設立される。1907年メソジスト3派が合同すると、美以教会より日本メソジスト函館教会になる。1941年に日本基督教団が設立されると、日本基督教団函館教会になる。

## 歴代牧師
- 第13代山鹿元次郎 - 弘前バンド、永田方正に洗礼を授ける。
- 第17代・第19代萩原明 -

## 宣教師
- M・C・ハリス
- ジョン・イング
- C・W・ヒューエット - 野口雨情の『赤い靴』に登場する「異人さん」と言われる。